# Parapyrrhicia insularis
Parapyrrhicia insularis är en insektsart som beskrevs av Lucien Chopard 1958. Parapyrrhicia insularis ingår i släktet Parapyrrhicia och familjen vårtbitare. Inga underarter finns listade i Catalogue of Life.